# 南宁街道
南宁街道，是中华人民共和国云南省曲靖市麒麟区下辖的一个乡镇级行政单位。

## 行政区划
南宁街道下辖以下地区：
潇湘社区、南宁社区、麒麟社区、瑞东社区和向阳社区。